# Förvaltningsråd
Förvaltningsråd är titeln på en tjänsteman i den svenska statsförvaltningen, vanligtvis en stabsfunktion direkt under förvaltningschefen.
I Finland hade ledamöter i Högsta förvaltningsdomstolen titeln förvaltningsråd (finska: hallintoneuvos) fram till slutet av 2016; den nuvarande titeln är som i Sverige justitieråd (oikeusneuvos).